# Reynisdrangar
Les Reynisdrangar sont des stacks d'Islande situés dans l'océan Atlantique, dans le prolongement des falaises de la Reynisfjall, à proximité du village de Vík í Mýrdal.

## Géographie

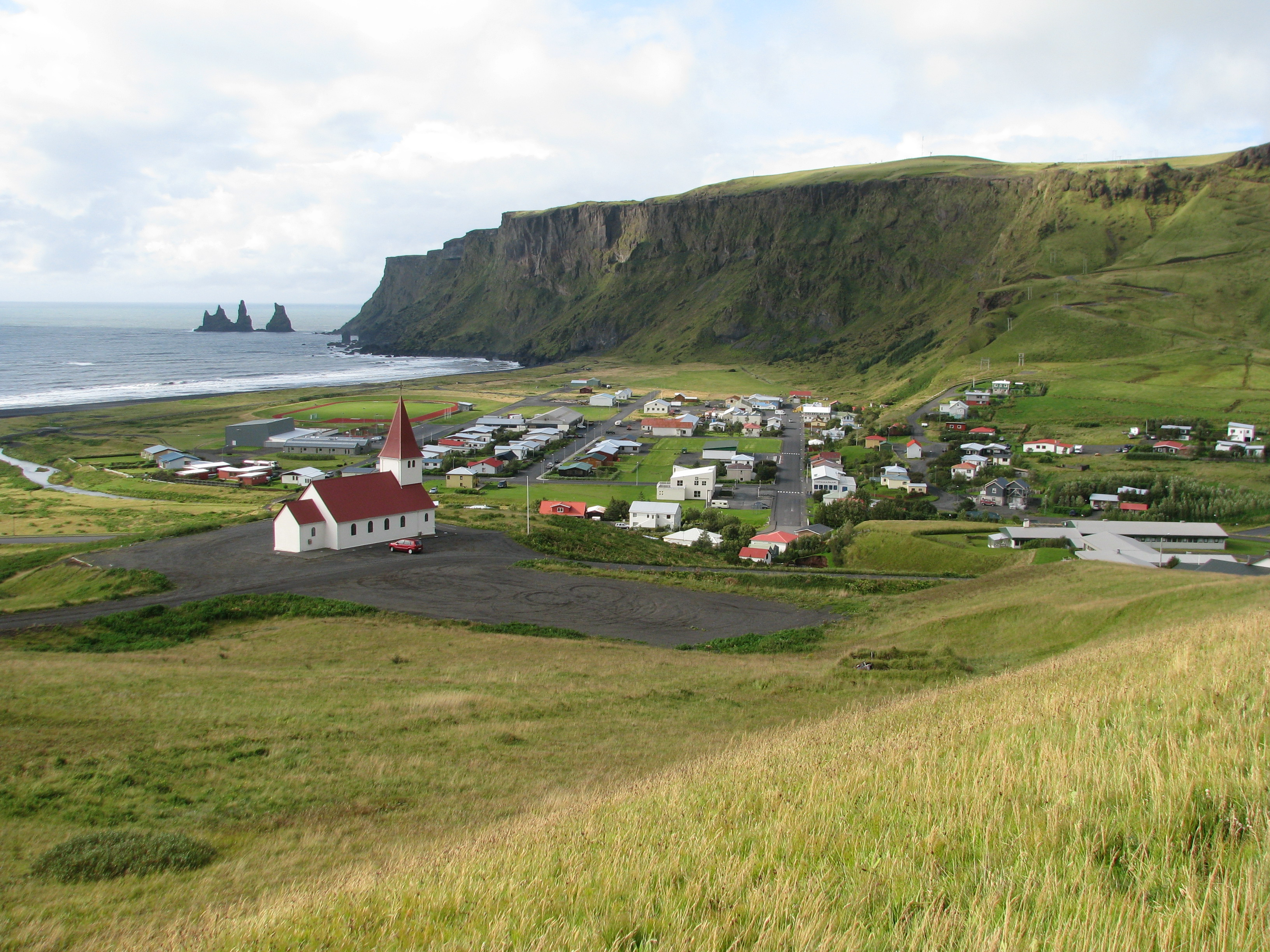
Vue de Vík í Mýrdal avec en arrière-plan l'extrémité méridionale de la Reynisfjall et les Reynisdrangar.

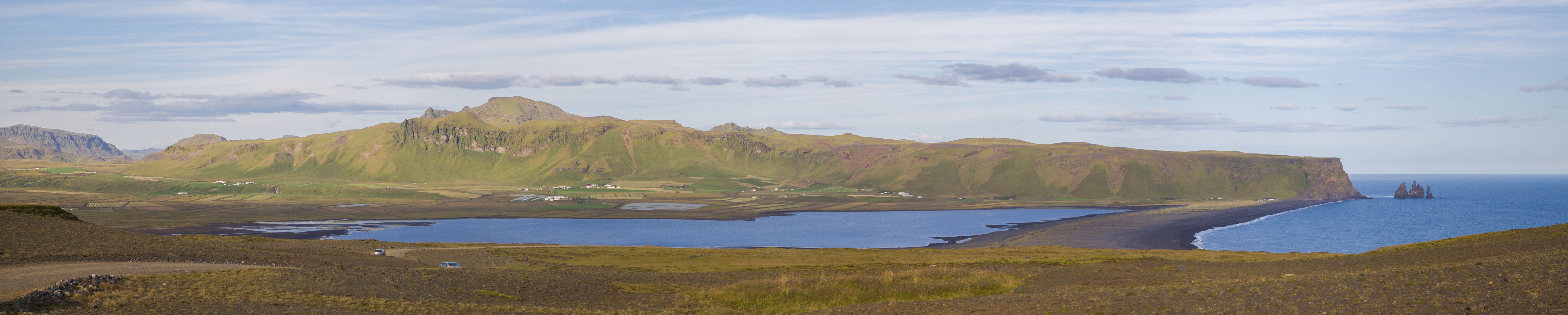
Vue générale.

Les Reynisdrangar sont situés à proximité de la plage de sable noir de Reynisfjara, classée parmi les dix plus belles plages non-tropicales dans le monde .

## Légende
Une légende raconte que les stacks se seraient formés lorsque deux trolls auraient tenté de traîner sans succès un trois-mâts jusqu'au rivage. Absorbés par leur tâche nocturne, ils ne prirent pas garde à l'arrivée du jour et se transformèrent en aiguilles de roche au lever du soleil.